# Adetomeris fusca
Adetomeris fusca är en fjärilsart som beskrevs av Emilio Ureta 1942. Adetomeris fusca ingår i släktet Adetomeris och familjen påfågelsspinnare. Inga underarter finns listade i Catalogue of Life.